# Ruido (video)

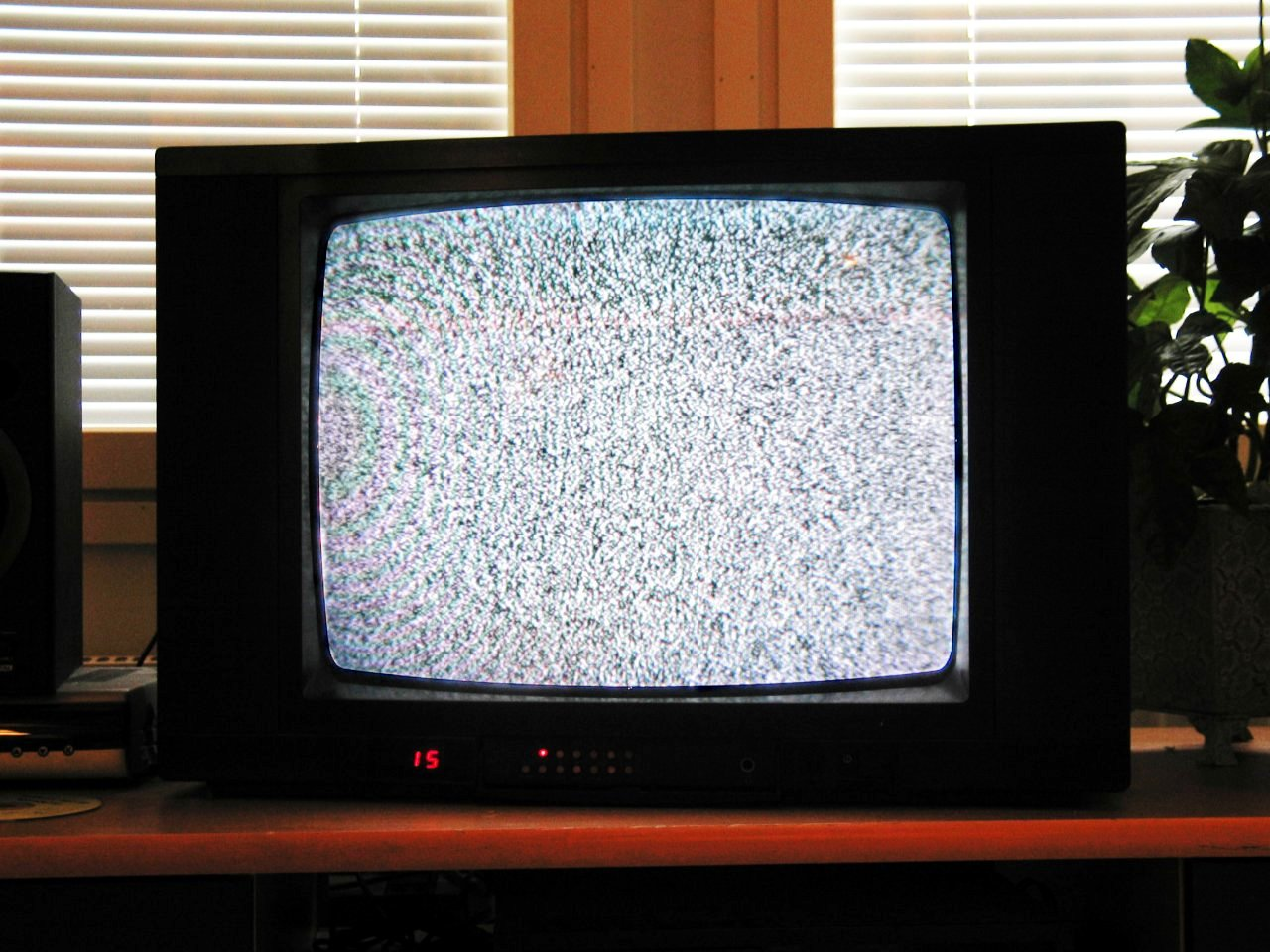
Un televisor analógico sintonizado en un canal sin señal, donde se aprecia ruido.

En televisión analógica el ruido o nieve es una forma de ruido blanco consistente en un patrón de puntos aleatorios manifestados por mor de la ausencia o debilidad de una señal. Asimismo, en vídeo se manifiesta en las cintas VHS que permanecen en estado virgen. 
Entre las causas que originan la nieve se encuentran la radiación de fondo de microondas, la interferencia provocada por dispositivos electrónicos aledaños y componentes internos del televisor, algunos de los cuales generan ruido de Johnson-Nyquist.